# 濱町 (臺南市)
濱町，為台灣日治時期台南市之行政區，共分一～五丁目，範圍包括清代舊街名東巷、松仔腳、小西門、西巷、玉皇宮南、魚行口、塩埕庄。

## 名稱
1916年（大正5年）規劃町名改正時，預定在市區西南設3町：「玉皇町」、「塩埕町」、「新町」。臺南廳審查時，曾考慮將玉皇町更名「魚行町」、塩埕町更名「鹽町」。
唯臺南廳最後只設2町：鹽町、新町。並在呈報總督府前，再將鹽町改為濱町，同年11月3日公告、1919年（大正8年）4月1日正式實施。

## 相關
1. ↑  黃偉嘉. . 臺灣文獻. 2015年3月, 66 (1): 161–180. （原始内容存档于2016-07-13）.
2. ↑  臺南廳告示第93號
3. ↑  臺南廳告示第19號